# 增二度

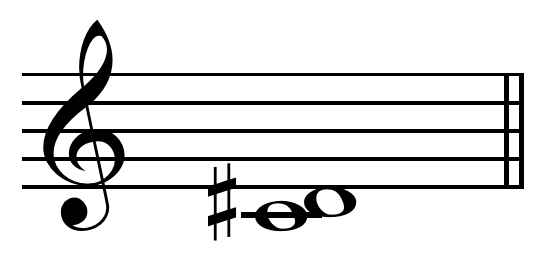
以C音和D♯所組成的增二度音程。

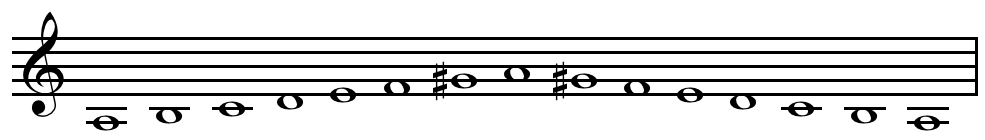
a和聲小調中，第7音在上行和下行時均被升高，與第6音形成一個增二度距離。

增二度（Augmented Second，簡寫為A2或Aug2）是音程的一種，需要符合以下的條件：
1. 組成音程的兩個音，它們音名必須為相鄰。（A和B、B和C、C和D、D和E、E和F、F和G、G和A）
2. 兩音的音距為3個半音。

在自然音階中，並沒有任何一個組合是增二度，但在和聲小調中，第6音和第7音的關係便是增二度，這是因為第7音被提高1個半音而造成的。
增二度在不同的定律法則中，所得出的音分值都不同，平分律由於以數值為主導，因此音分值為300；以純律而得出的增二度則比平分律為少，而由畢氏音程所計算出的數值，卻又比平分律為高（{\displaystyle {\frac {19683}{16384}}}，即{\displaystyle {\frac {3^{9}}{2^{14}}}}），這種偏差，在鋼琴一類固定音高的樂器未必能反映出來，但對於小提琴、大提琴一類的絃樂器或長號一類沒有按鍵的管樂器，便最能夠表現差別出來，因此這一類的演奏者，在處理增二度音程時，聽出來總會和一般樂器有明顯的分別。
增二度音程在不少地方民族音樂中皆有出現，當中以吉卜賽音樂、中東音樂、印度音樂較為人所認識。
增二度与小三度互为等音程，二者半音数皆为3，但前者的度数为二度，后者的度数为三度，要通过音符的记谱拼写来确定，而音符的正确记谱拼写则取决于包括调式调性、和声以及声部进行等多重因素。